# Hárún és a Mesék Tengere
A Hárún és a Mesék Tengere Salman Rushdie indiai író egyetlen meseregénye.
Miután Khomeini ajatollah 1988-ban kimondta az íróra a fatvát, az angol titkosszolgálat elbújtatta Rushdie-t, egyesek szerint egy bunkerba, majd különböző más helyekre, melyekről csak beavatottak tudtak. Rushdie rejtőzködése alatt írta meséjét.
Az író elbeszélő technikája különleges, ugyanis ötvözi az Ezeregyéjszaka történeteinek világát a nyugati narratív hagyományokkal, s ezzel éri el, hogy regénye a klasszikus és modern (már-már posztmodern) között egyensúlyozzon.

## Történet
|  | Alább a cselekmény részletei következnek! |

Egy mesemondó, miután elhagyja a felesége, nem akar többé mesélni, és elzáratja házában a csapot, melyből a Mesék Tengerének vize folyik, s amelyből ha valaki iszik, akkor fejében rögtön millió s millió végtelen történet születik. Fia, Hárún, meg akarja akadályozni ezt, elrepül a Kahanira, a Föld második holdjára, hogy megkérje az ottani uralkodót: mégis engedje tovább áramlani a cseppfolyós történeteket otthonukba. De Kahani uralkodójának kisebb gondja is nagyobb ennél, hisz országát az égitest sötét felén élő gonosz Csúpválák veszélyeztetik, akik örökre meg akarják mérgezni a mesék varázslatos vizét.
|  | Itt a vége a cselekmény részletezésének! |

## Magyarul
- Hárún és a mesék tengere; ford. Falvay Mihály; Európa, Bp., 1992